# اس‌اس گراهام
اس‌اس گراهام (به انگلیسی: SS Grahame) یک کشتی است که طول آن ۱۳۵ فوت (۴۱ متر) می‌باشد. این کشتی در سال ۱۸۸۳ ساخته شد.